# الزویتینه
الزویتینه (به عربی: الزویتینة) یک منطقهٔ مسکونی در لیبی است که در استان واحات واقع شده‌است. الزویتینه ۲۱٬۰۱۵ نفر جمعیت دارد و ۵ متر بالاتر از سطح دریا واقع شده‌است.